# Kalmaküla
Kalmaküla − wieś w Estonii, w prowincji Virumaa Wschodnia, w gminie Lohusuu.